# Moussa Togola
Pour les articles homonymes, voir Togola.
Moussa Togola, né le 11 octobre 1994, est un coureur cycliste malien.

## Biographie
En 2016, Moussa Togola obtient ses premiers résultats notables en décrochant trois tops dix sur des étapes du Tour du Faso, avec la délégation malienne. Il représente également son pays natal aux Jeux de la Francophonie en 2017. Trois ans plus tard, il se classe huitième de la dernière étape du Grand Prix Chantal Biya. Il devient ensuite champion du Mali sur route en 2022, devant son compatriote Yaya Diallo. 
Lors de la saison 2024, il remporte son second titre de champion national. Il obtient aussi diverses places d'honneur au Tour du Mali, au Tour du Togo et au Tour de Côte d'Ivoire.

## Palmarès
- 2022
  -  Champion du Mali sur route
- 2024
  -  Champion du Mali sur route